# キンコーズ
キンコーズ（Kinko's）は、コピーサービスを中心としたソリューション事業を展開する企業である。コピーのほか、印刷・製本のような関連サービスを広く手掛ける。法人だけでなく、店舗型で一般消費者も顧客とする、いわゆるビジネスコンビニの先駆けである。

## 概要
1970年、創始者のポール・オーファラがアメリカ・カリフォルニア州・サンタバーバラにあるカリフォルニア大学の学生街アイラ・ビスタにコピーショップ「キンコーズ」を起業。
2004年、アメリカの大手運輸業・フェデックスが約24億ドルで買収し、店舗名を「フェデックス キンコーズ」とする。
2008年、北米では「フェデックスオフィス」（FedEx Office Print & Ship Services, Inc.、本社：テキサス州ダラス）へと改称した。
なお、「キンコーズ」の名称は、ポール・オーファラのあだ名「髪が巻き毛 = kinky hair」 に由来する。著書に、『夢は、「働きがいのある会社」を創ること。―“難読症”を乗り越えて成功したキンコーズ創業者自伝』（2006年、アスペクト刊行）が邦訳で出ている。

## 日本での展開

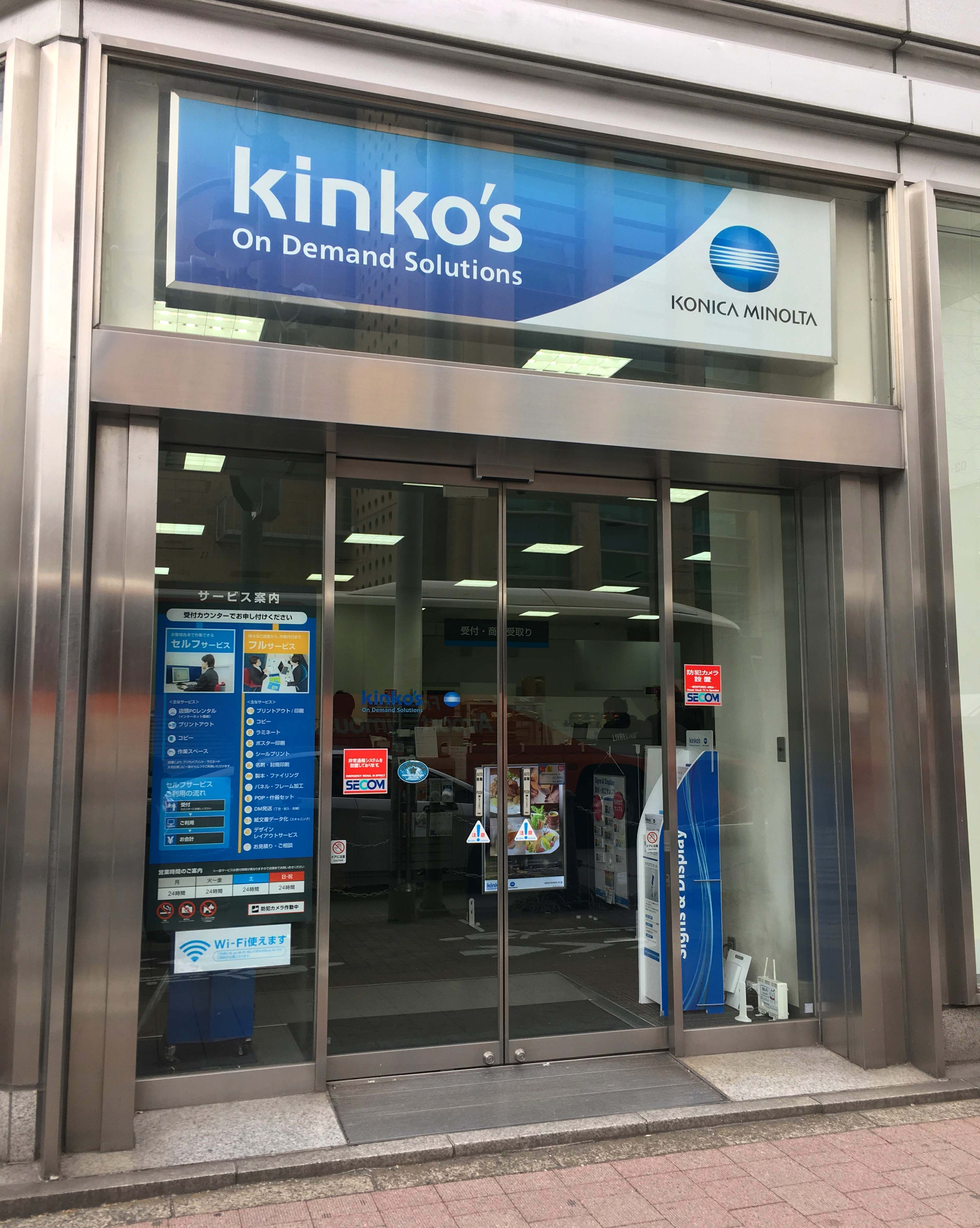
池袋西口店

1991年12月、住友金属鉱山株式会社が米国キンコーズ・サービスと『合弁会社キンコーズジャパン株式会社の設立に関する契約』を締結。1992年2月、キンコーズ・ジャパン株式会社が名古屋市にて「Kinko's」1号店を初出店。以降、大都市を中心に全国へと店舗展開する。アメリカ本社がフェデックスに買収されたことを受けて、2005年2月、フェデックス キンコーズ・ジャパン株式会社に商号変更し、「FedEx Kinko's」にブランド変更。
フェデックス買収以降は当初、アメリカ本社・FedEx Kinko's International, Inc.の完全子会社であるフェデックス キンコーズ・ジャパン株式会社が運営していた。当時は、コピーサービス、印刷・製本などに加えて、フェデックスの荷物受付、梱包材の提供等も行っていた。
中国・九州地区の店舗は、株式会社ジーエークレアスがフランチャイジーとして営業している。同社の運営店舗は2009年4月1日、フランチャイズ契約の変更から、ブランド名を「FedEx Kinko's」から「Kinko's」に変更。加えて、他店舗の売掛口座の利用、フェデックス キンコーズで対応している他店舗受け取りサービス等が利用できなくなった。
2012年5月、コニカミノルタビジネステクノロジーズ株式会社（現・コニカミノルタ株式会社）が株式譲渡により買収し、完全子会社化した。その後、2012年6月1日付で、キンコーズ・ジャパン株式会社（Kinko's Japan Co., Ltd.）に商号変更し、同社が運営する全店舗のブランド名を「Kinko's」に変更した。
この変更により、2005年1月以前のブランド名である「Kinko's」に再び統一されたが、前述の経緯により、キンコーズ・ジャパン直営の店舗とジーエークレアスのFCによる店舗では「Kinko's」のロゴデザインが異なり、キンコーズ・ジャパン直営の店舗はコニカミノルタのグループ企業ということもあり、看板類などに「KONICA MINOLTA」のコーポレートロゴも表示されている。
国内56店舗（2020年時点）中、都内を中心に18店舗で24時間営業を行っていたが、新型コロナウイルスの感染拡大の影響で、2020年3月より営業時間を短縮。8月31日、全店舗で24時間営業を廃止することを発表した。